# El tren de los momentos
Albums de Alejandro Sanz
Grandes Éxitos 1991–2004
(2004) El Tren de los Momentos: En Vivo Desde Buenos Aires
(2007)
Singles
1. A la primera persona
Sortie : 25 septembre 2006
2. Te lo agradezco, pero no
Sortie : 11 décembre 2006
3. Enséñame tus manos
Sortie : 16 avril 2007
4. En la planta de tus pies
Sortie : 13 août 2007

El Tren de los Momentos est le huitième album du chanteur et musicien espagnol Alejandro Sanz, sorti en novembre 2006.

## Développement
L'album compte les collaborations de Juanes, Antonio Carmona (ex-Ketama), Shakira et Calle 13. Il contient dix chansons produites par Alejandro Sanz et Lulo Pérez et est enregistré à La Havane, à Mexico, aux Bahamas et à Madrid. La plupart de ces enregistrements ayant lieu dans le studio personnel de Sanz, à Miami. Un coffret Edición Especial de 2 CD et DVD est édité à la même époque. Il contient l'album original d'El Tren de los Momentos, un second disque de remixes et de titres inédits, nommé Más canciones y remezclas et un DVD avec deux clips, des interviews et un documentaire télévisé.
En mars 2007, Sanz entame une tournée d'une année, qu'il débute par le Pérou, pour supporter l'album.
El Tren de los Momentos remporte le Grammy Award du « meilleur album de musique pop latine » à la 50e cérémonie annuelle (2008). Il est également nommé pour un Latin Grammy Award dans la catégorie « album de l'année », lors de le 8e édition de la remise des récompenses, prix qui est, finalement, décerné à Juan Luis Guerra pour son album La Llave de Mi Corazón.

## Liste des titres
Toutes les chansons sont écrites et composées par Alejandro Sanz.
| 1.    | Enséñame tus manos                          | 3:51 |
| 2.    | A la primera persona                        | 5:02 |
| 3.    | Te lo agradezco, pero no (duo avec Shakira) | 4:34 |
| 4.    | Donde convergemos                           | 4:55 |
| 5.    | En la planta de tus pies                    | 3:57 |
| 6.    | La peleíta                                  | 4:47 |
| 7.    | Se lo dices tú                              | 3:49 |
| 8.    | Se molestan                                 | 3:08 |
| 9.    | Te quiero y te temo                         | 3:12 |
| 10.   | El tren de los momentos                     | 3:00 |
| 40:15 |                                             |      |

| 1. | Cariño a mares                                                          | 4:47 |
| 2. | Tiento                                                                  | 4:22 |
| 3. | No lo digo por nada                                                     | 4:30 |
| 4. | No importa                                                              | 4:18 |
| 5. | A la primera persona (Chosen Few remix) (feat. Reychesta Secret Weapon) | 4:19 |
| 6. | Te lo agradezco, pero no (Luny Tunes and Tainy remix)                   | 3:09 |
| 7. | Te lo agradezco, pero no (Benztown mixdown)                             | 4:30 |

| 1. | A la primera persona (videoclip)        | 5:12  |
| 2. | A la primera persona (Making-of)        | 5:00  |
| 3. | Te lo agradezco, pero no (videoclip)    | 4:58  |
| 4. | Te lo agradezco, pero no (Making-of)    | 4:34  |
| 5. | El tren de los momentos (cómo se grabó) | 7:06  |
| 6. | Alejandro en corto                      | 46:36 |

## Ventes et certifications
| Région                                                                                                 | Certification   | Ventes/Streams |
| --- | --------------- | -------------- |
| Argentine (ACPVP)                                                                                      | Platine         | 40 000x        |
| Espagne (PME)                                                                                          | 4 × Platine     | 320 000^       |
| États-Unis (RIAA)                                                                                      | Platine (Latin) | 60 000^        |
| Mexique (AMPFV)                                                                                        | Platine         | 150 000^       |
| *Ventes selon la certification ^Mise en rayon selon la certification xNon précisé par la certification |                 |                |